# Сальвадор, Джозеф
Джозеф Сальвадор (англ. Joseph Salvador, также известный как Иосиф Йессурун Родригес, Jessurun Rodrigues; 21 января 1716, Лондон — 29 декабря 1786, Чарлстон (Южная Каролина)) — британский предприниматель еврейского происхождения.

## Биография
Происходил из рода португальских евреев, изгнанных инквизицией из города Томар и обосновавшихся сперва в Нидерландах, а затем в Великобритании. Продолжая поддерживать связь с землёй предков, Сальвадор владел значительной недвижимостью в Лиссабоне, вследствие чего оказался на грани разорения после Лиссабонского землетрясения, практически разрушившего город в 1755 году. В Англии Сальвадор стал первым евреем, вошедшим (около 1753 года) в число директоров Британской Ост-Индской компании; в том же году он был одним из основных лоббистов так называемого Еврейского билля (англ. 1753 Jew Bill), согласно которому евреи получали возможность натурализации в Британской империи (билль был принят обеими палатами Парламента и подписан королём Георгом II, но отменён годом позже ввиду общественного недовольства). В 1759 г. Сальвадор был избран членом Королевского общества, в 1760 г. возглавил делегацию евреев, поздравлявшую короля Георга III с восхождением на британский трон. В самом конце жизни перебрался в Америку, где его младшие родственники владели земельными участками.

### Семья
Его внучатый племянник, Фрэнсис Сальвадор (1747—1776), прибывший в 1773 г. в Северную Каролину, стал первым евреем, избранным в провинциальный конгресс на территории Тринадцати колоний, активно включился в борьбу за независимость и погиб в стычке с индейцами.